# Connarus detersus
Connarus detersus är en tvåhjärtbladig växtart som beskrevs av Jules Émile Planchon. Connarus detersus ingår i släktet Connarus och familjen Connaraceae. Inga underarter finns listade i Catalogue of Life.